# Okręg Brioude
Okręg Brioude (fr. Arrondissement de Brioude) – okręg w południowej Francji. Populacja wynosi 45 200.

## Podział administracyjny
W skład okręgu wchodzą następujące kantony:
- Auzon,
- Blesle,
- Brioude-Nord,
- Brioude-Sud,
- Chaise-Dieu,
- Langeac,
- Lavoûte-Chilhac,
- Paulhaguet,
- Pinols,
- Saugues.